# Yunus Musah
Yunus Dimoara Musah (Nueva York, Estados Unidos, 29 de noviembre de 2002) es un futbolista estadounidense que juega en la demarcación de centrocampista en el A. C. Milan de la Serie A.

## Trayectoria

### Inicios
Nació en Nueva York de padres ghaneses, pero creció en Castelfranco Véneto (Italia) y se formó en el Giorgione Calcio hasta los 10 años. Allí jugaba con niños mayores que él porque los de su misma edad no podían detenerlo. Su padre se quedó sin trabajo y unos familiares le encontraron un puesto fijo en Londres, y fue entonces cuando entró a la cantera del Arsenal F. C.
Adquirió la nacionalidad británica, jugó en categorías inferiores de la selección de fútbol de Inglaterra hasta la sub-18, llegó a ser importante en el equipo juvenil del Arsenal y llamó la atención de Pablo Longoria, en aquel momento director deportivo del Valencia C. F. y especialista en captar jóvenes talentos.

### Valencia Mestalla
En verano de 2019, con 16 años, llegó a la disciplina del Valencia Club de Fútbol para su cantera con contrato hasta 2022, pero sorprendentemente fue incluido en la lista del primer equipo por Marcelino García Toral para poder participar en la Liga de Campeones de la UEFA con el dorsal 30, aunque poco después el técnico fue destituido y no fue convocado a ningún encuentro.
El 14 de septiembre debutó con el Valencia C. F. Mestalla en partido de la Segunda División B frente al C. F. La Nucía a las órdenes del técnico Chema Sanz, que contó con él durante toda la temporada cuando lo tuvo disponible. Era también convocado por Miguel Ángel Angulo para el equipo juvenil que disputaba la Liga Juvenil de la UEFA, participando en todos los seis encuentros de la fase de grupos. Al finalizar la temporada había participado en un total de 17 encuentros con el Valencia Mestalla, marcando un gol el 1 de marzo, antes de que se suspendiera la competición por la pandemia de COVID-19.

### Valencia C. F.
En agosto de 2020 participó en la pretemporada del primer equipo del Valencia C. F. a las órdenes del técnico Javi Gracia, debutando en un encuentro amistoso siendo titular ante el CD Castellón el 22 de agosto. Siguió teniendo minutos durante la pretemporada y el técnico no solo lo convocó para la 1.ª jornada de la temporada 2020-21 sino que debutó siendo titular como interior derecho y cuajando una gran actuación frente al Levante U. D. en Mestalla el 13 de septiembre de 2020. Con solo 17 años, 9 meses y 13 días se convirtió en el futbolista extranjero más joven en debutar en LaLiga con el Valencia, superando por poco a su compañero Kang In Lee, y el quinto en toda la historia del club. Continuó siendo titular para Javi Gracia en casi todos los encuentros por el lado derecho, teniendo ficha del equipo filial y luciendo el dorsal 30, pero su consagración llegó en la octava jornada el 1 de noviembre con un gol ante el Getafe C. F., convirtiéndose en el segundo goleador más joven de la historia del club con 17 años y 338 días. En la siguiente jornada llegó a marcar un gol frente al Real Madrid pero no subió al marcador por pisar el área antes de un lanzamiento de penalti. Su consolidación en el primer equipo, su contrato juvenil y su convocatoria con la selección absoluta de los Estados Unidos hicieron al club apresurarse en alargar su contrato hasta 2026. Una vez renovado siguió siendo el interior derecho titular para Javi Gracia en la Liga, y en la primera eliminatoria de la Copa del Rey entró como revulsivo en los minutos finales y logró evitar la eliminación del equipo ante el Terrassa F. C. empatando el partido en el último minuto para llevarlo a la prórroga.
La temporada 2021-22 contó de manera intermitente para el técnico José Bordalás, empezando a probarlo en algunas ocasiones en el mediocentro ofensivo, pero aun así participó en un total de 29 encuentros de Liga (marcando un gol frente al Atlético de Madrid) y 7 en la Copa, en la cual marcó dos goles en las dos primeras rondas y llegó a jugar unos minutos en la prórroga de la final, donde por desgracia falló su lanzamiento en la tanda de penaltis y el equipo no pudo alzarse con el trofeo.
La temporada 2022-23 se convierte con solo 19 años en un fijo en el mediocentro titular del nuevo sistema del técnico Gennaro Gattuso, consolidándose así como una pieza fundamental en la plantilla tanto para el técnico italiano como para su sustituto, Rubén Baraja, participando en un total de 33 partidos de Liga, 3 de Copa y en la semifinal de la Supercopa de España. El club sufrió hasta el último momento por mantener la categoría pero finalmente alcanzó la permanencia.

### A. C. Milan
En agosto de 2023 se hizo oficial su traspaso al A. C. Milan de Stefano Pioli por 20 millones de euros más variables. Hizo su debut el 26 de agosto en la 2.ª jornada en el Giuseppe Meazza frente al Torino F. C. y participó en un total de 30 partidos de la Serie A, terminando el equipo subcampeón de liga. Su debut en competición europea fue el 19 de septiembre frente al Newcastle United en la 1.ª jornada de la fase de grupos de la Liga de Campeones de la UEFA, disputando al final cinco partidos en esta competición y 4 en la Liga Europa. También participó en un partido de la Copa de Italia.
La temporada 2024-25 empezó a las órdenes de Paulo Fonseca y siguió participando bastante, aunque con menor regularidad y el equipo estuvo muy lejos de los resultados esperados, por lo que a finales de diciembre cogió las riendas del equipo el técnico Sérgio Conceição, con quien consiguió ganar la Supercopa de Italia. Aún así el equipo no remontó el vuelo en liga y cayó eliminado de la Liga de Campeones por el Feyenoord.

## Selección nacional
Podría representar a cuatro selecciones nacionales: Estados Unidos por haber nacido en Nueva York, Ghana por el país de sus padres, Italia por haber crecido allí, e Inglaterra por tener la nacionalidad británica.
Durante su estancia en Londres fue internacional en varias categorías inferiores de la selección inglesa (sub-15, sub-16, sub-17 y sub-18), pero al despuntar en el Valencia C. F. fue convocado con solo 17 años para debutar con la selección absoluta de Estados Unidos para disputar dos encuentros amistosos. El técnico valenciano Nico Estévez era el segundo entrenador de Gregg Berhalter en la selección estadounidense y seguía atentamente desde la distancia el crecimiento de Yunus. Debutó siendo titular el 12 de noviembre de 2020 en el Liberty Stadium de Swansea empatando 0-0 ante la selección de Gales. Cuatro días después volvió a ser titular en el amistoso en Viena contra Panamá que terminó en goleada estadounidense 6-2.
Al haber disputado solo encuentros amistosos la selección inglesa todavía esperaba convencer al jugador para defender los colores ingleses, pero cualquier opción se disipó al hacer su debut en partido oficial con Estados Unidos en partido oficial el 7 de octubre de 2021 en un encuentro de la tercera ronda de la clasificación de la Concacaf para la copa del mundo frente a Jamaica en la ciudad de Austin (Texas). A su corta edad (18-19 años) se convirtió en un fijo para el seleccionador Gregg Berhalter, no solo en las convocatorias sino en el once inicial, y jugando por el centro y no por banda. 
Con 19 años y 358 días se convirtió en el futbolista más joven en ser titular con la selección estadounidense en la fase final de una Copa Mundial de Fútbol. Fue titular en los cuatro encuentros de su selección en el Mundial 2022: los tres de la fase de grupos y el partido de octavos de final, jugando los 90' en tres de los cuatro encuentros. Esto demostró lo fundamental que era para el seleccionador Gregg Berhalter en el presente y el futuro de su selección.

## Estadísticas

### Clubes
Actualizado al último partido disputado el 24 de mayo de 2025.
| Club                             | Div.          | Temporada     | Liga  | Liga  | Copas nacionales | Copas nacionales | Copas internacionales | Copas internacionales | Total | Total |
| Club                             | Div.          | Temporada     | Part. | Goles | Part.            | Goles            | Part.                 | Goles                 | Part. | Goles |
| -------------------------------- | ------------- | ------------- | ----- | ----- | ---------------- | ---------------- | --------------------- | --------------------- | ----- | ----- |
| Valencia C. F. Mestalla · España | 2.ª B         | 2019-20       | 17    | 1     | ―                | ―                | ―                     | ―                     | 17    | 1     |
| Valencia C. F. Mestalla · España | Total club    | Total club    | 17    | 1     | 0                | 0                | 0                     | 0                     | 17    | 1     |
| Valencia C. F. · España          | 1.ª           | 2020-21       | 32    | 1     | 3                | 1                | ―                     | ―                     | 35    | 2     |
| Valencia C. F. · España          | 1.ª           | 2021-22       | 29    | 1     | 7                | 2                | ―                     | ―                     | 36    | 3     |
| Valencia C. F. · España          | 1.ª           | 2022-23       | 33    | 0     | 4                | 0                | ―                     | ―                     | 37    | 0     |
| Valencia C. F. · España          | Total club    | Total club    | 94    | 2     | 14               | 3                | 0                     | 0                     | 108   | 5     |
| A. C. Milan · Italia             | 1.ª           | 2023-24       | 30    | 0     | 1                | 0                | 9                     | 0                     | 40    | 0     |
| A. C. Milan · Italia             | 1.ª           | 2024-25       | 29    | 0     | 4                | 0                | 7                     | 0                     | 40    | 0     |
| A. C. Milan · Italia             | Total club    | Total club    | 59    | 0     | 5                | 0                | 16                    | 0                     | 80    | 0     |
| Total carrera                    | Total carrera | Total carrera | 170   | 3     | 19               | 3                | 16                    | 0                     | 205   | 6     |

## Palmarés

### Títulos nacionales
| Título              | Club        | País   | Año  |
| ------------------- | ----------- | ------ | ---- |
| Supercopa de Italia | A. C. Milan | Italia | 2024 |

### Títulos internacionales
| Título                          | Club (*)                    | Sede           | Año  |
| ------------------------------- | --------------------------- | -------------- | ---- |
| Liga de Naciones de la Concacaf | Selección de Estados Unidos | Estados Unidos | 2020 |
| Liga de Naciones de la Concacaf | Selección de Estados Unidos | Estados Unidos | 2023 |
| Liga de Naciones de la Concacaf | Selección de Estados Unidos | Estados Unidos | 2024 |

(*) Incluyendo la selección.